# Ремигий (епископ Страсбурга)
Ремигий (Ремедий; лат. Remigius или Remedius; умер 20 марта 782 или 783) — епископ Страсбурга (не позднее 778—782 или 783).

## Биография
Долгое время считалось, что Ремигий был сыном графа Гуго и внуком герцога Эльзаса Адальриха, и, таким образом, принадлежал к Этихонидам. Теперь это мнение отвергнуто историками как основанное на недостоверных исторических источниках. Также не подтверждённым является и предположение о провансальском происхождении Ремигия. Сам Ремигий в своём завещании упоминал о нескольких своих родственниках, но других сведений о этих персонах не сохранилось.
О ранних годах жизни Ремигия имеются противоречивые сведения. Согласно церковным преданиям, ещё до получения епископского сана он был настоятелем Мюнстерского аббатства, около 770 года получив эту должность после смерти Рестойна. Когда же Ремигий был возведён на епископскую кафедру в Страсбурге, он так и не сложил с себя сан аббата. Однако эти свидетельства современные историки подвергают серьёзному сомнению. Скорее же всего, Ремигий не имел сана аббата, а принадлежал к ближайшему окружению епископа Хеддо, будучи одним из клириков Страсбургской епархии.
Около 770 года Ремигий построил на острове Эшо церковь Святого Трофима, вскоре ставшую главным храмом женского монастыря. Эта обитель была щедро одарена как её основателем, так и Этихонидами из числа родственников святой Одилии. Спустя несколько лет Ремигий совершил поездку в Рим, где получил от папы Адриана I мощи святой Софии. По одним данным, этой святой была София Римская, по другим, София, мать Веры, Надежды и Любови. Полученные реликвии Ремигий привёз в монастырь Эшо, а 10 мая 777 года поместил мощи в специально сделанную для них каменную раку в церкви Святого Трофима.
Точно не известно, был ли Ремигий уже тогда епископом. Возможно, что он ездил в Рим вскоре после получения епископского сана. В списках глав Страсбургской архиепархии он назван преемником Хелидульфа, который, в свою очередь, получил епархию после Хеддо. О дате возведения Ремигия в епископский сан имеются противоречивые сведения. Традиционно считается, что Хеддо умер 8 марта 776 года. Однако так как последнее достоверное свидетельство о этой персоне относится к 759 году, некоторые медиевисты предполагают, что Хеддо мог скончаться и в более раннее время. В качестве возможных приводятся даты с 760 по 765 год включительно. На этих основаниях продолжительность управления Хелидульфом епархией в различных источниках варьируется от нескольких месяцев до полутора десятка лет. Достоверно установлено только то, что Ремигий должен был стать епископом Страсбурга не позднее 778 года.
Единственный современный Ремигию документ, в котором он упоминается как епископ — его завещание, сохранившееся в копии XII века. Это один из немногих подобных юридических актов времён Меровингов и Каролингов, достоверности которых несомненна. Составленное в Страсбурге 15 марта 778 года завещание как свидетели подписали ещё несколько епископов: Веомад Трирский, Виллибальд Айхштеттский, Вальдрих Пассауский и Гизлеберт Нуайонский. В нём Ремигий передавал Страсбургской епархии всё своё имущество, включая основанные им и его родственниками аббатства на острове Эшо и в Шёненверде, а также принадлежавшие ему земельные владения за пределами епархии. Себе и своим ближайшим родственникам (племяннице Схоластике и её сыну Радерману) он оставил только доходы с нескольких церквей на условиях узуфрукта. Кроме того, в завещании упоминается о строительстве по повелению епископа ещё нескольких церквей и монастырей на находившихся в его юрисдикции территориях.
Ремигий был одним из наиболее выдающихся личностей Эльзаса своего времени. Хотя в написанном в IX веке при епископе Ратольде каталоге епископов Страсбурга Ремигий назван только «не лишённым добродетелей», в более поздней агиографической литературе он уже описывался как прелат, неустанно заботившийся о своей пастве, защитник обиженных и благотворитель нуждавшихся. Известно о его хороших отношениях как с местной знатью, так и с представителями королевского двора Франкского государства. Ремигий упоминается как ярый сторонник проводимой Карлом Великим политики полного подчинения духовенства светской власти.
Сохранилось несколько дарственных хартий, данных Карлом Великим находившимся на территории Страсбургской епархии монастырям. Так, в 775 году король франков облагодетельствовал аббатство Мурбах, а в 778 году — аббатство Хонау.
Ремигий скончался 20 марта 782 или 783 года, и 18 мая был с почётом похоронен в построенном им для себя склепе. Скорее всего, местом захоронения Ремигия был монастырь Эшо, хотя имеются сведения, что это мог быть и кафедральный собор Страсбурга. Преемником Ремигия в епископском сане стал Рахио.
В трудах историков Позднего Средневековья и Нового времени Ремигий упоминается как блаженный, поминовение которого отмечалось 20 марта и 18 мая. Якобы, он считался покровителем Мюнстера, был причислен к лику святых папой римским Львом IX, и изображался с реликвиями святой Софии в руках. Однако каких-либо достоверных свидетельств о существовании культа святого Ремигия Страсбургского нет. Возможно, Ремигий в средневековье почитался в монастырях Эшо и Мурбах в лике блаженного за большие заслуги перед этими обителями.